# 26426 Koechl
26426 Koechl este un asteroid din centura principală de asteroizi.

## Descriere
26426 Koechl este un asteroid din centura principală de asteroizi. A fost descoperit pe 8 decembrie 1999 la Socorro, New Mexico, în cadrul proiectului LINEAR. Asteroidul prezintă o orbită caracterizată de o semiaxă mare de 2,31 ua, o excentricitate de 0,03 și o înclinație de 3,2° în raport cu ecliptica.